# Оукс, Гэри
Гэри Оукс (англ. Gary Oakes; род. 21 сентября 1958, Лондон) — британский легкоатлет (барьерный бег), бронзовый призёр летних Олимпийских игр 1980 года в Москве.

## Карьера
В 1977 году в Донецке Оукс стал бронзовым призёром чемпионата Европы 1977 года среди юниоров. Трижды выступал на Играх Содружества в беге на 400 метров с барьерами. На Играх 1978 года был 7-м; в 1982 году занял 8-е место; в 1986 году стал 6-м. На Олимпиаде в Москве занял третье место с результатом 49,11 с, уступив ставшему чемпионом представителю ГДР Фолькеру Беку (48,70 с) и советскому спортсмену Василию Архипенко (48,86 с).

## Семья
Супруга — английская бегунья на короткие дистанции Хизер Оукс.